# Kévin Monnet-Paquet
Kévin Monnet-Paquet (* 19. August 1988 in Bourgoin-Jallieu) ist ein französischer ehemaliger Fußballspieler.

## Karriere

### RC Lens
Monnet-Paquet ist ruandischen Ursprungs und begann seine Karriere beim RC Lens. Sein Karrierestart begann am 19. August 2006 in der Ligue 1, als er bei einem Spiel gegen FC Lorient in der 78. Spielminute gegen Jonathan Lacourt ausgewechselt wurde. Kévin Monnet-Paquet, der den Spitznamen „KMP“ trägt, nahm an der U-19-Fußball-Europameisterschaft in Österreich teil. Dort bewies er sein fußballerisches Können und konnte als kompetenter Nachwuchsfußballer überzeugen. Er fiel besonders bei einem Spiel gegen Serbien auf, indem er einen Hattrick erzielte und somit den Sieg für seine Mannschaft sichern konnte (Spielstand: 5:2).
Am Ende des Sommers 2007 lehnte Monnet-Paquet es ab, dass er vom US Boulogne (Ligue 2) ausgeliehen wird, weil er sich erhofft, dass er sich den Plänen seines Trainers vom FC Lens durchsetzen kann.
Sein Ziel in der Ligue 1 war ein Derby gegen den FC Valenciennes. Dieses Ziel bot ihm mehr Spielzeit bis zum Ende der Saison, aber sein Beitrag war nicht ausreichend, um seine Mannschaft zu unterstützen. Deshalb fing er die Saison 2008/2009 in der Ligue 2 an und zeigte sich da vielversprechend.
Zwischen den Saisons wurden die Leistungen, die Monnet-Paquet hervorbrachte, interessant für andere Fußballmannschaften, aber seine primäre Mannschaft hoffte, dass er weiterhin bleibt. Der Le Mans FC bot ihm einen Vertrag an. Daraufhin reagierte der Präsident des RC Lens, Gervais Martel, und hatte ihm angeboten, seinen Vertrag für vier weitere Jahre zu verlängern. Am 26. September 2008 unterschrieb Monnet-Paquet und sein Vertrag wurde bis 2013 verlängert. Somit gewann der Spieler Vertrauen beim neuen Trainer Jean-Guy Wallemme und wurde bester Torschütze seiner Mannschaft.
Im Winter 2009 wurde gehörte er zu den begehrenswertesten Spielern, vor allem sei Monnet-Paquet bei französischen und europäischen Fußballmannschaften populär gewesen. Selbst beim AC Florenz war dieser Spieler gefragt.

### FC Lorient
Am 30. August 2010 wurde er vom FC Lorient geliehen. Der Präsident des FC Lorient Loïc Féry kündigte an, dass Monnet-Paquet für die Saison 2011–2012 eingesetzt wird. Seine Position als Linksaußen erwies sich als vorteilhaft und bestritt mit dieser Mannschaft insgesamt 137 Spiele innerhalb von vier Saisons.

### AS Saint-Étienne
Am 23. Juni 2014 verließ er den FC Lorient und unterschrieb einen Vertrag beim AS Saint-Étienne für 4 Jahre. Am 17. August 2014 bestritt er sein erstes Spiel beim AS Saint-Étienne gegen den Stade Reims und gewann das Spiel mit 3:1. Am 28. August 2014 kam es bei einem europäischen Wettbewerb zu einem Spiel gegen den Kardemir Karabükspor. Am 21. September 2014, bei seinem 200sten Spiel, kam es zu einem Treffen mit seiner ersten Mannschaft, bei der er seine Fußballkarriere startete, dem RC Lens.
Am 21. Januar 2015, bei dem Sechzehntelfinale des Französischen Fußballpokals begegnete Monnet-Paquet den FC Tours. Nach dem Sieg wurden sie für das Achtelfinale qualifiziert.
Am 1. Oktober 2015 verlor der AS Saint-Étienne gegen Lazio Rom 3:2. Deshalb ist sein nächstes Ziel in der Saison 2015/2016 ein erfolgreiches Derby gegen den Lazio Rom.

### Wechsel nach Zypern
Im Sommer 2021 verließ der Franzose Saint-Étienne nach sieben Jahren und wechselte nach Zypern zu Aris Limassol.